# Фармимэкс
Публичное акционерное общество «Фармимэкс» (сокращённо ПАО «Фармимэкс») — российская фармацевтическая компания, один из крупнейших в России поставщиков лекарственных средств и изделий медицинского назначения. Основано в 1992 году в качестве правопреемник всесоюзного объединения «Фармация» при Минздраве СССР и собственно Главного аптечного управления Минздрава СССР. Президентом ПАО «Фармимэкс» является заслуженный деятель здравоохранения Российской Федерации, в прошлом руководитель Главного аптечного управления Минздрава СССР Александр Дмитриевич Апазов.

## История

### Главное аптечное управление Минздрава СССР
В 1936 году было образовано Министерство здравоохранения СССР, в составе которого начала свою работу Аптечная инспекция. К началу 1941 года в составе аптечной системы СССР было 9273 аптеки, 1400 специальных магазинов, 13864 аптечных пунктов, 270 складов, 149 галеново-фармацевтических фабрик и лабораторий, а также 295 контрольно-аналитических лабораторий и 1133 контрольно-аналитических кабинетов. Большой урон, нанесённый аптечной системе в годы Великой Отечественной войны, вынудил эвакуировать ряд предприятий в тыл и организовать производство медикаментов для нужд Красной Армии в военных условиях, с чем аптечные работники смогли справиться.
Для разрешения вопросов при дальнейшем расширении сети был образован Центральный аптечный научно-исследовательский институт при Минздраве РСФСР в 1944 году. Через год на базе Аптечной инспекции было создано Главное аптечное управление при Минздраве СССР (ГАПУ МЗ СССР, на которое и были возложены организация снабжения и руководство аптечным делом в стране. В течение последующих десятилетий число аптек и аптечных пунктов в городах и сёлах неуклонно возрастало: так, к 1965 году в СССР было почти 20 тысяч аптек, более 90 тысяч аптечных пунктов, 262 контрольно-аналитические лаборатории и 2057 контрольно-аналитических кабинетов. В аптечном хозяйстве работало более 209 тысяч человек (специалисты с высшим и средним фармацевтическим образованием составляли 44 %).
К 1970 году, по данным начальника ГАПУ М.А.Клюева, в стране насчитывалось 21650 аптек, 93440 аптечных пунктов, 277 контрольно-аналитических лабораторий, 271 аптечный склад, 104 галеновых производства. Численность сотрудников аптечной сети СССР насчитывала 124 тысячи фармацевтов. С 1 июля того же года были приняты новые «Основы законодательства СССР и союзных республик в здравоохранении», что привело к росту числа аптек в СССР и открытии новых аптечных пунктов в сельских районах. К 1980 году выросли складские площади на уже имеющихся аптеках, было внедрено новое аптечное оборудование, произошёл перевод многих больничных аптек на хозрасчёт. Объёмы поставок и ассортимент медикаментов из стран ОВД (Польша, Венгрия, Югославия, ГДР) значительно возросли, равно как и снизились цены на важнейшие лекарственные средства, применяемые для лечения сердечно-сосудистых заболеваний. К тому моменту также были разработаны новые методы определения потребности в медикаментах для лечения заболеваний и её прогнозирования с помощью ЭВМ.

### «Союзфармация»
В связи с начавшейся перестройкой в СССР началась попытка перевода аптечной сети с адаптацией её к рыночной экономике. К 1990 году общая численность аптек достигла 31295 учреждений при 20 тысячах фармацевтических специалистов и реализации на 2,198 млрд. рублей. Аптечная служба СССР по масштабам, численности аптечной сети, кадровым ресурсам и объёму реализуемых средств являлась одной из крупнейших в мире, однако ей нужно было придать качественно новое состояние в связи с сокращением расходов и стремлением повышения уровня лекарственного обеспечения населения.
Постановлением Совета Министров от 29 октября 1988 года было образовано Всесоюзное объединение «Союзфармация», президентом которого стал начальник Главного аптечного управления Минздрава СССР А.Д.Апазов. Производственные объединения «Фармация» были образованы путём реорганизации структур аптечных управлений и аптечных складов на краевом, областном и городском уровнях. Также появились одноимённые республиканские объединения и самостоятельные производственные единицы, однако последовавший экономический кризис в стране свёл на нет все условия «Союзфармации». За несколько месяцев до распада СССР Апазов заявил, что за время деятельности «Союзфармации» не был выполнен ряд требований правительства по строительству 37 фармацевтических заводов, увеличению объёмов производства лекарственных препаратов, а также не были выделены 5 млрд. рублей для закупки за рубежом субстанций, технологий и оборудования, что позволило бы создать собственную базу для производства. Объём импорта лекарств к концу 1991 года достиг 4 млрд. долларов США

### Появление «Фармимэкса»

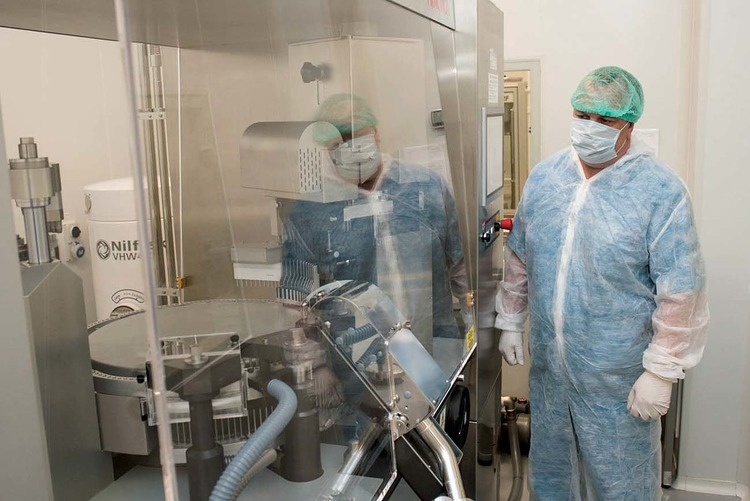
Скопинский фармацевтический завод (Скопинфарм)

В 1992 году «Союзфармация» была преобразована в российское объединение «Фармацевтический импорт, экспорт», которое стало известно уже под сокращением «Фармимэкс». Апазов увёл объединение под юрисдикцию Госкомимущества, а подчинённым организациям позволил стать самостоятельными юридическими лицами. Компания сделала ставку на госзакупки, поскольку её сотрудники ещё во время существования Главного аптечного управления и «Союзфармации», обладали достаточным опытом поставок по государственным контрактам. В апреле 1993 года «Фармимэкс» получил статус государственного предприятия при Министерстве здравоохранения Российской Федерации, а в 1995 году был преобразован в открытое акционерное общество. Офис компании в 1990-е годы располагался недалеко от Кремля на улице Большая Дмитровка.
Компания приобрела завод «Скопинфарм», вложив около 300 млн. рублей в создание «новых молекул» для создания портфеля продаваемых лекарств, доступных для населения. Тем не менее, компания испытывала серьёзные трудности в связи с конфликтом президента компании А.Д.Апазова с министром здравоохранения РФ Э.А.Нечаевым — Апазов предложил свою программу перехода фармацевтической промышленности, аптечной сети и рынка лекарств к рыночной экономике, по которой планировалось обеспечить бесплатные лекарства определённым категориям граждан, а также гражданам при стационарном лечении, но она не была принята. До 1997 года компания обладала 60% российского фармацевтического рынка (именно такая доля отечественных и импортных лекарств проходила через «Фармимэкс»), при этом её маржа не превышала 15% (некоторые дистрибуторы, бравшие лекарства у «Фармимэкса», достигали маржи до 100%).
В связи с затяжным экономическим кризисом 1990-х, пиком которого стал дефолт в августе 1998 года, компания потеряла более 100 млн. долларов, когда были отпущены цены на лекарства. Вопреки распространённому стереотипу, компания не сталкивалась с бандитским рэкетом в 1990-е годы, но не получала никаких сверхприбылей. С июля 2015 года «Фармимэкс» классифицируется как публичное акционерное общество.

## Современная деятельность

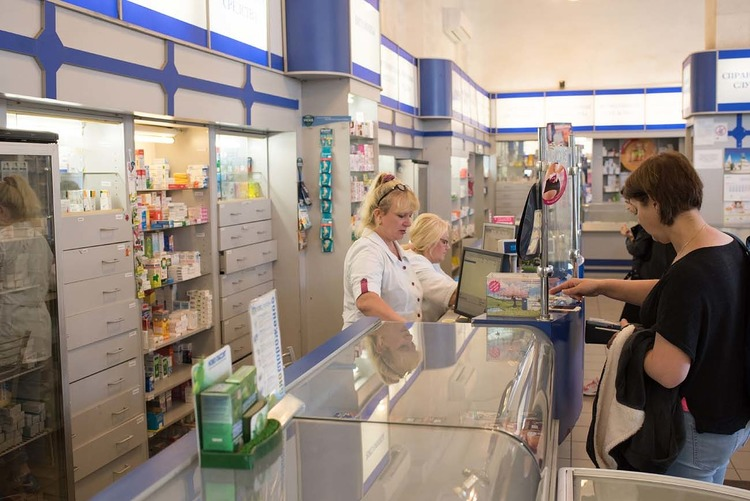
Аптека «Фармимекс»

Компания «Фармимэкс» считается правопреемником Главного аптечного управления Минздрава СССР и России. В её розничную сеть входят более 80 аптек и аптечных пунктов (из них 36 в Москве). «Фармимэкс» является одним из лидирующих поставщиков субстанций и готовых лекарственных препаратов для лечения таких тяжёлых заболеваний, как гемофилия, муковисцидоз, гипофизарный нанизм, болезнь Гоше, рак и ВИЧ (в 2014 году компания заключила госконтракты на 11% от объема рынка препаратов для лечения ВИЧ на общую сумму более 20 млрд. рублей), занимается закупкой продукции медицинского назначения и медицинской косметики, а также контролем за оборотом наркотических и психотропных веществ из списков II и III (меры контроля в соответствии с законодательством РФ и международными договорами РФ). Компания поставляет также те препараты, которые позволяют не прерывать курс лечения людям, страдающим особо тяжёлым заболеваниями. В 2014 году компания «Фармимэкс» стала 3-й в списке крупнейших фармацевтических компаний по объёмам госзаказа (33,8 млрд. рублей).
«Фармимэкс» сотрудничает более чем с 230 российскими и иностранными производителями и поставщиками, является инициатором создания Российской фармацевтической ассоциации, которая объединяет профессионалов из более чем 55 регионов России; организует ежегодную специализированную фармацевтическую выставку «Аптека». Компания обладает лицензиями Росздравнадзора, выданными 5 августа 2015 года, на осуществление «фармацевтической деятельности (оптовой и розничной торговли)» и «деятельности, связанной с оборотом наркотических и психотропных веществ, внесенных в список II и список III в соответствии с Федеральным законом "О наркотических средствах и психотропных веществах"». Значительная часть заводов имеет современное оборудование и соответствует GMP. В качестве корпоративной информационной системы использует систему SAP, став одной из первых российских компаний, принявших эту систему на вооружение — поддержку обеспечивает компания IBS.

### Производимые лекарства
- Главный проект компании «Фармимэкс» — производство препаратов крови (лекарственные средства на основе плазмы крови), используемых не только для лечения заболеваний крови, но и для обычного переливания крови[5]. Одним из главных центров производства подобных препаратов является Скопинский фармацевтический завод в Рязанской области, приобретённый в 2013 году (ранее он принадлежал компании Stada). Поставка препаратов крови вне зависимости от производителя осуществляется компанией «Фармимэкс» с 2005 года в российские регионы в рамках программы «7 нозологий»[5]. К этим препаратам относятся: факторы свёртывания крови VIII и IX (и их концентраты), фактор Виллебранда, растворы иммуноглобулина (5%-ый и 10%-ый), растворы человеческого альбумина и концентраты протромбинового комплекса[11]. В сентябре 2016 года на Скопинском заводе открылся новый модернизированный корпус по изготовлению твёрдых лекарственных форм стоимость 1 млрд. рублей[5], а совместно со шведской компанией Octapharma «Фармимэкс» планирует построить новый завод в Рязанской области в 2017—2018 годах для повышения доли отечественных препаратов крови полного цикла на российском фармацевтическом рынке[12].

- В рамках проекта импортозамещения в Северной Осетии «Фармимэкс» и Правительство Северной Осетии собираются открыть социальную аптеку, которая будет отпускать препараты крови по выгодным ценам жителям республики, и создать плазмоцентр как филиал уже имеющейся станции переливания крови[13]. Общая потребность в плазме для производства препаратов крови в России составляет 3600 т при переработке в несколько сотен тонн — один плазмоцентр или завод по производству препаратов крови позволит добавить от 500 до 600 т плазмы крови к объёмам производства и переработки в РФ[5].

- «Фармимэкс» занимается созданием новых молекул для моноклональных антител, применяемых современной медициной для лечения различных видов рака, и препаратами для лечения сердечно-сосудистых заболеваний. С 2016 года препараты проходят клинические испытания[5]. В число подобных проектов входят также молекула эритропоэтина, которая разработана в соответствии с требованиями Европейской фармакопеи[5], а также планы производства цитостатиков и лиофилизированных субстанций препаратов и преднаполненных шприцев[5].

## Премии и награды
- Обладатель золотого приза международного клуба лидеров торговли[9]

- Орден Золотой звезды (Российская ассоциация героев, г. Москва) «за вклад в возрождение Российской Державы»[9]

- Диплом ООО «Скопинский фармацевтический завод», Национальный рейтинг российских быстрорастущих технологических компаний ТехУспех-2016[9]